# Хариберт I
Хариберт I е франкски крал от династията на Меровингите. Крал на Париж (561 – 567), втори син на Хлотар I и Ингунда.

## Живот
След смъртта на Хлотар I (561 г.) Франкското кралство се разделя между четиримата му живи синове Сигиберт I, Хариберт I, Хилперих I и Гунтрам, в духа на франската традиция – всеки от синовете управлява самостоятелно владение, което не е задължително географски цялостно, а може да включва и разпокъсани области. Кралете управляват самостоятелно, но са задължени да се обединяват при външна заплаха. Хариберт I получава Нейстрия, простираща се между р. Мозел и р. Лоара, Аквитания и областта около Париж. Главни градове освен Париж, са Руан, Тур, Поатие, Лимож, Бордо, Тулуза и др.
Хариберт I е бил образован, знаел и латински език, но водел и доста разпуснат живот. През 547 г. се жени за Ингоберга, от която има 3 дъщери – Хротилда, Бертфледа и Берта, но успоредно с това имал и 2 наложници (Марковефа и Мерофледа), дъщери на чепкач на вълна. По-късно той прогонва Ингоберга и се жени за Мерофледа, а след като тя умира, и за сестра ѝ Марковефа, която била монахиня. От двете сестри има 2 дъщери, а от говедарската дъщеря Теодогилда има син, който умира в невръстна възраст. Това поведение според църковните канони прави краля виновен за две светотатства: многоженец и съпруг на монахиня. В резултат Хариберт I става жертва на първото църковно отлъчване на меровингски крал.
Хариберт I води и скандална за времето си политика на вмешателство в църковните дела, което му навлича омразата на много от съвременниците му. Жени дъщеря си Берта за езическия крал на Кент Етелберт. Влиянието ѝ в кентския двор проправя път за християнизацията на кралството от Августин Кентърбърийски.
Порочният му живот води до ранната му смърт през 567 г., след което братята му решават да си поделят кралството му, а Париж остава обща територия.